# Louis-François Cassas
Louis-François Cassas est un dessinateur, peintre, graveur et orientaliste français né le 3 juin 1756 à Azay-le-Ferron (Indre) et mort à Versailles le 1er novembre 1827.

## Biographie

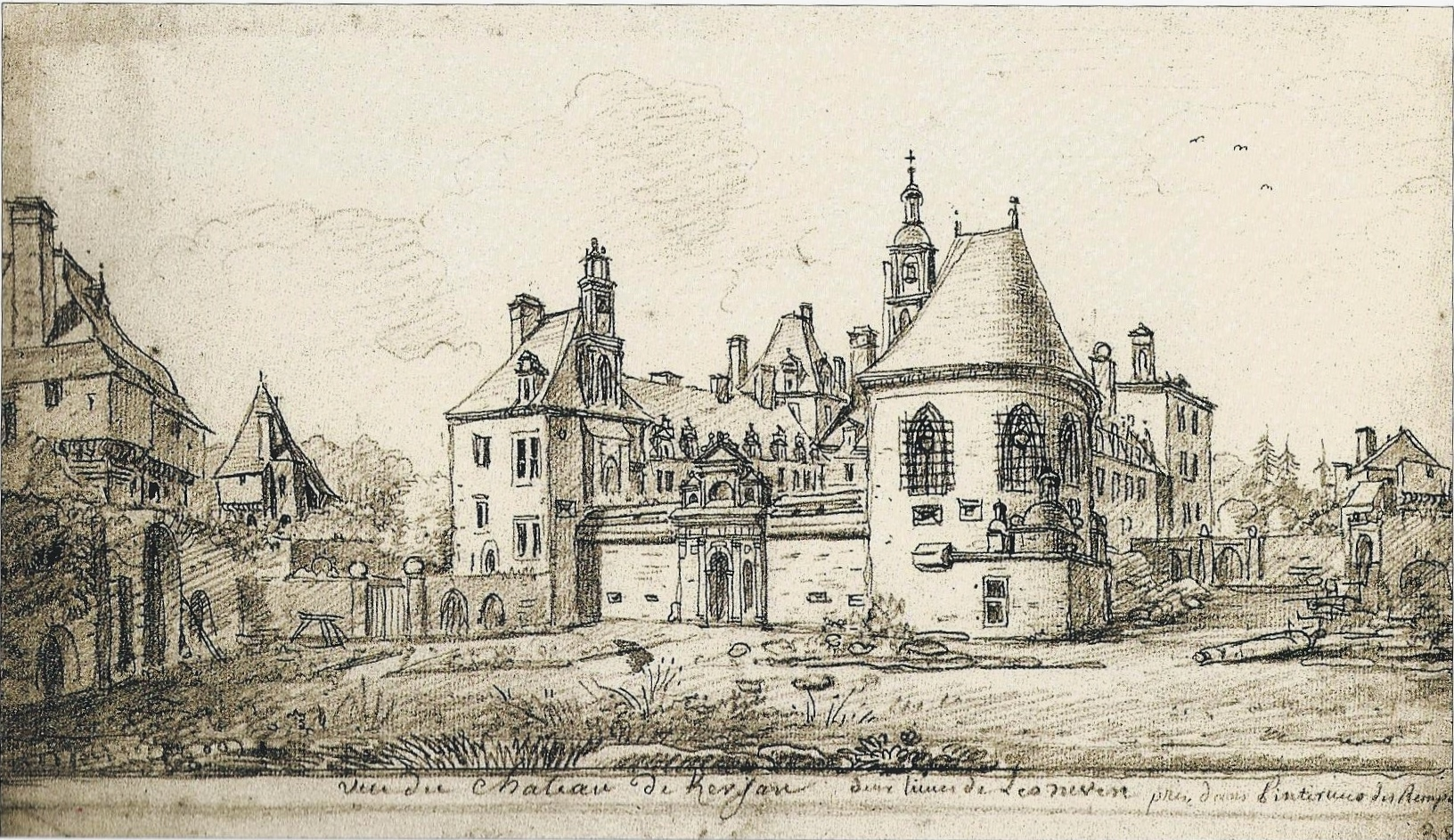
Vue du château de Kerjean (dessin de 1777).

Ayant bénéficié d'une formation d'ingénieur des ponts et chaussées, Cassas fut successivement le protégé d'Aignan-Thomas Desfriches et de Louis-Antoine de Chabot, époux d'Elisabeth-Louise de La Rochefoucauld, devenu en 1791 duc de Rohan-Chabot. Il se forma à l'académie parisienne de ce dernier entre 1775 et 1778, accomplissant en 1776 deux voyages en Hollande et en Bretagne. Il fut aussi l'élève de Jean-Jacques Lagrenée. Parti avec le duc de Chabot en Italie en 1778, il y resta jusqu'en 1783. C'est à l'aller qu'il dessina les Alpes entre Genève et le Mont-Cenis. Au cours de ce premier séjour dans la péninsule, il se rendit à trois reprises dans le royaume de Naples puis en Istrie et en Dalmatie (1782), contrées encore peu fréquentées par les artistes et par les voyageurs de son époque. Il participa dans le sud de l'Italie à l'expédition voulue par l'abbé de Saint-Non pour réaliser le Voyage pittoresque ou description des Royaumes de Naples et de Sicile (1781-1786, 4 vol.). Il réalisa des dessins de monuments antiques à Pula (Pola) et au palais de Dioclétien à Split (Spalato), publiés vingt ans plus tard dans le Voyage pittoresque et historique de l'Istrie et de la Dalmatie rédigé d'après l'Itinéraire de L. F. Cassas par Joseph Lavallée (Paris, 1802, 69 planches) avec quelques vues du port de Trieste et de châteaux médiévaux des environs (Luegg), d'autres de la côte dalmate et enfin quelques-unes de cascades dans l'intérieur des terres (Ruecca, Kerka, Cettina) .
C'est un nouveau protecteur, le comte de Choiseul-Gouffier, ambassadeur du roi de France à Constantinople, qui l'emmena avec lui en 1784 en passant par la Grèce. Depuis Constantinople Cassas sillonna le Levant de la fin de 1784 jusqu'en janvier 1786, se rendant en Asie mineure ( Smyrne, Ephèse, Alexandrette), en Syrie (Alep, Palmyre, Baalbek), en Palestine et de là en Égypte (dont Le Caire), but initial de son voyage. Il en rapporta "200 à 250 dessins" et des pièces d'archéologie acquises pour l'ambassadeur, témoignages exceptionnels du Moyen-Orient au XVIIIe siècle. De retour à Rome où il séjourna de la fin de 1786 à avril 1791, Cassas mit au net ses croquis et restaura certaines pièces d'antiques pour le compte de Choiseul-Gouffier.
Rentré à Paris, Cassas participa avec La Porte du Theil, Legrand et Langlès à la publication du Voyage pittoresque de la Syrie, de la Phénicie, de la Palestine et la Basse-Aegypte, dont seuls deux des trois volumes prévus parurent en 1799, l'entreprise ayant été interrompue en 1802 au profit de la Description de l'Egypte.
Sur les monuments qu'il dessinait Cassas rassembla également une collection de maquettes en relief, en terre cuite ou en liège, achetée par Napoléon Ier, aujourd'hui conservée à l'École des beaux-arts de Paris.
Sous la protection du duc de Rohan, Cassas enseigna à l'école  de la Manufacture royale des Gobelins où on le nomma inspecteur des travaux et professeur de dessin en 1816. Il fut l'un des initiateurs au néoclassicisme au début du XIXe siècle. De 1817 à sa mort, il dessina de grandes aquarelles destinées à la vente dont le format - proche ou dépassant parfois le mètre de long - rivalisait avec les tableaux de chevalet.

## Œuvre
- Voyage pittoresque de la Syrie, de la Phénicie, de la Palestine et de la Basse-Égypte, 2 vol., 330 pl. gravées sur les dessins et sous la direction de Cassas, textes de F.-J.-G. La Porte du Theil, J.-G. Legrand et L. Langlès, 2 vol., Paris, Impr. de la République, 1799.
- Voyage pittoresque et historique de l'Istrie et de la Dalmatie, rédigé d’après l’itinéraire de L.-F. Cassas par J. Lavallée, Paris, Libr. Née, 1802.
- Grandes vues pittoresques des principaux sites et monumens de la Grèce et de la Sicile, et des sept collines de Rome, dessinées et gravées à l'eau-forte, au trait, par MM. Cassas et Bence, accompagnées d'une explication des monumens par M. Ch.-P. Landon, Paris, Treuttel et Wurtz, 1813.
- Voyage pittoresque et historique du nord de l’Italie sous la direction de Tønnes Christian Bruun-Neergaard, dessins par Thomas-Charles Naudet et Cassas, gravures par Philibert-Louis Debucourt, Firmin-Didot, 1820.

Philippe Delord a rendu hommage au peintre dans deux volumes : Alexandrie : sur les pas de Louis-François Cassas (Paris, Gallimard, 2001) et Regards croisés sur Chypre : sur les pas de Louis-François Cassas (illustrations de Philippe Delord, textes de Christine Demillier ; Paris, Gallimard-Nouveaux loisirs, 2004).
Plusieurs dessins à thème finistérien (vues de Brest, de Quimper, vues du château de Kerjean) sont conservés au Musée départemental breton de Quimper et au musée des Beaux-Arts de Brest (Brest, le port en Penfeld, 1777, encre et lavis sur papier).

### Dessins
- Vue de l'Isle belle, graphite et pierre noire, H. 0,237 ; L. 0,380 m[4]. Paris, Beaux-Arts de Paris[5]. Cette feuille est centrée sur les bâtiments, détaillés avec une grande précision topographique grâce à la technique de la pierre noire. Les reliefs du sol, les nuages et les reflets du lac sont esquissés d'un trait peu appuyé, contrairement aux éléments architecturaux qui se détachent sur cet écrin naturel.
- Le Temple de la Paix à Rome et le Colisée, graphite et pierre noire, H. 0,225 ; L. 0,363 m[6]. Paris, Beaux-Arts de Paris[7]. Cassas représente les voûtes massives de la basilique de Maxence et Constantin, appelé à tort "Temple de la Paix". Ces vestiges, alors partiellement dégagés, de même que ceux du Colisée en arrière-plan, sont évoqués par le contraste entre le rendu détaillé des monuments et l'imprécision des décombres, de la végétation et du ciel alentour, esquissés à grands traits.
- Paysage avec autoportrait, vers 1792, plume et aquarelle sur papier vélin, 56,5 x 78,5 cm, Orléans, musée des Beaux-Arts[8].

Sélection d'œuvres de Cassas
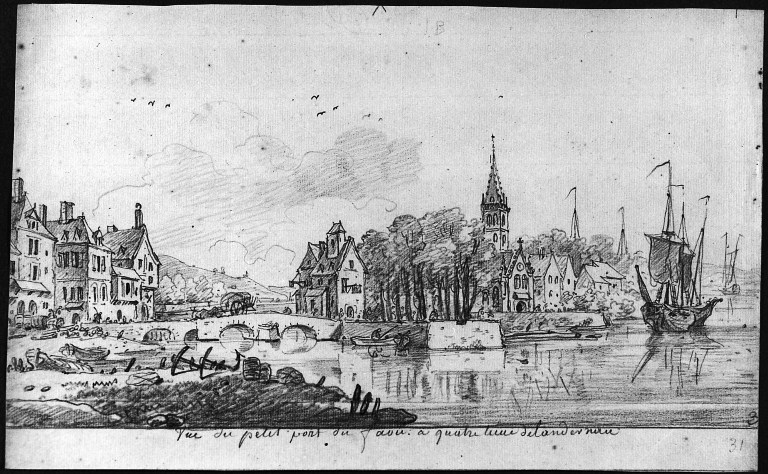
Le port du Faou en 1776 (dessin).
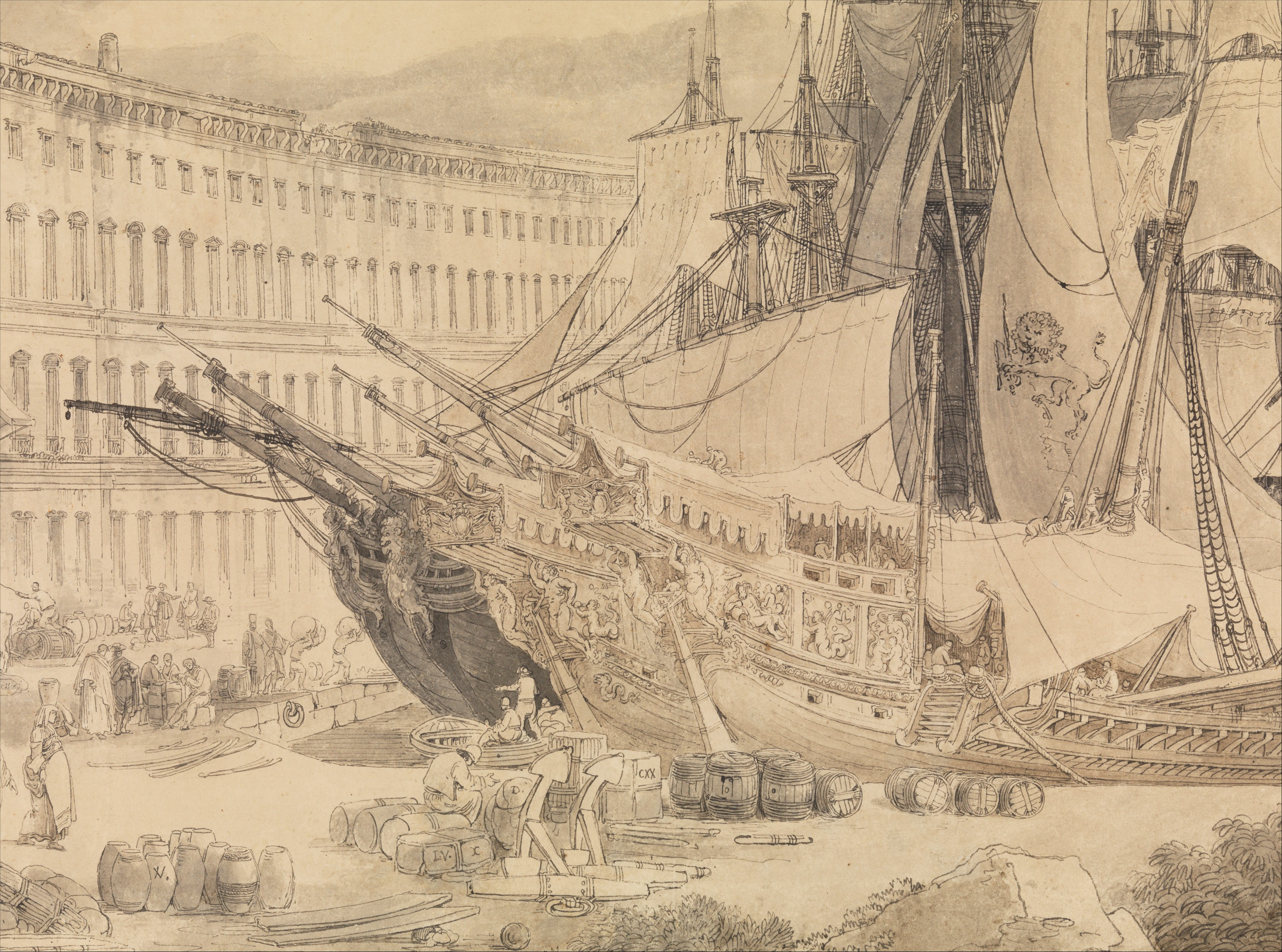
Vue du port de Messine (dessin).
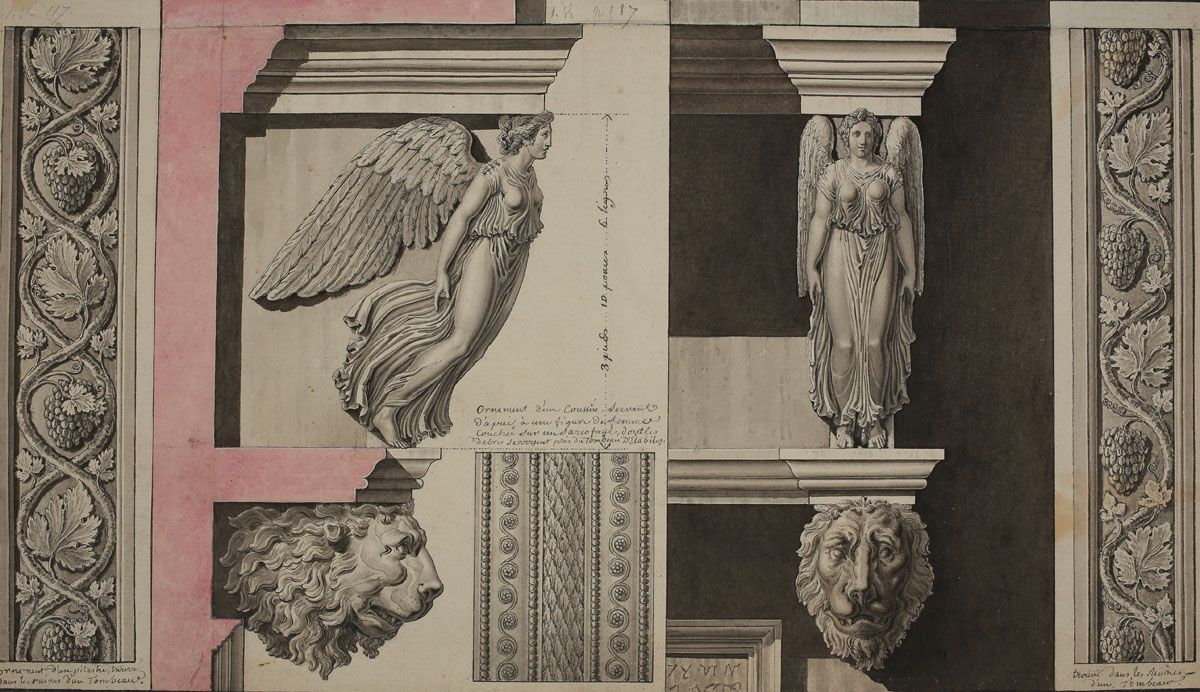
Détail d'une étude des colonnes de Palmyre (dessin).
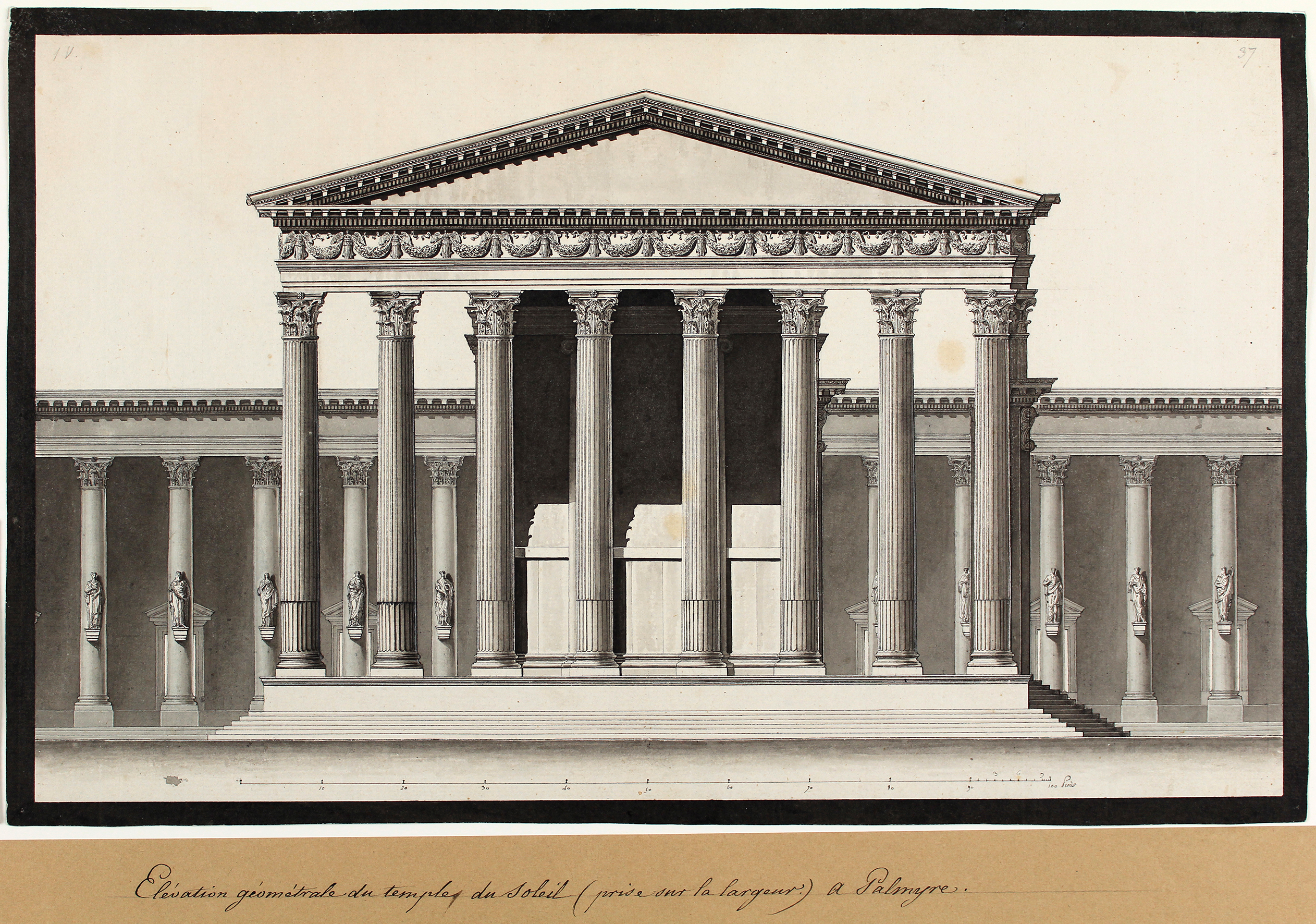
Temple de Bêl, à Palmyre (dessin).
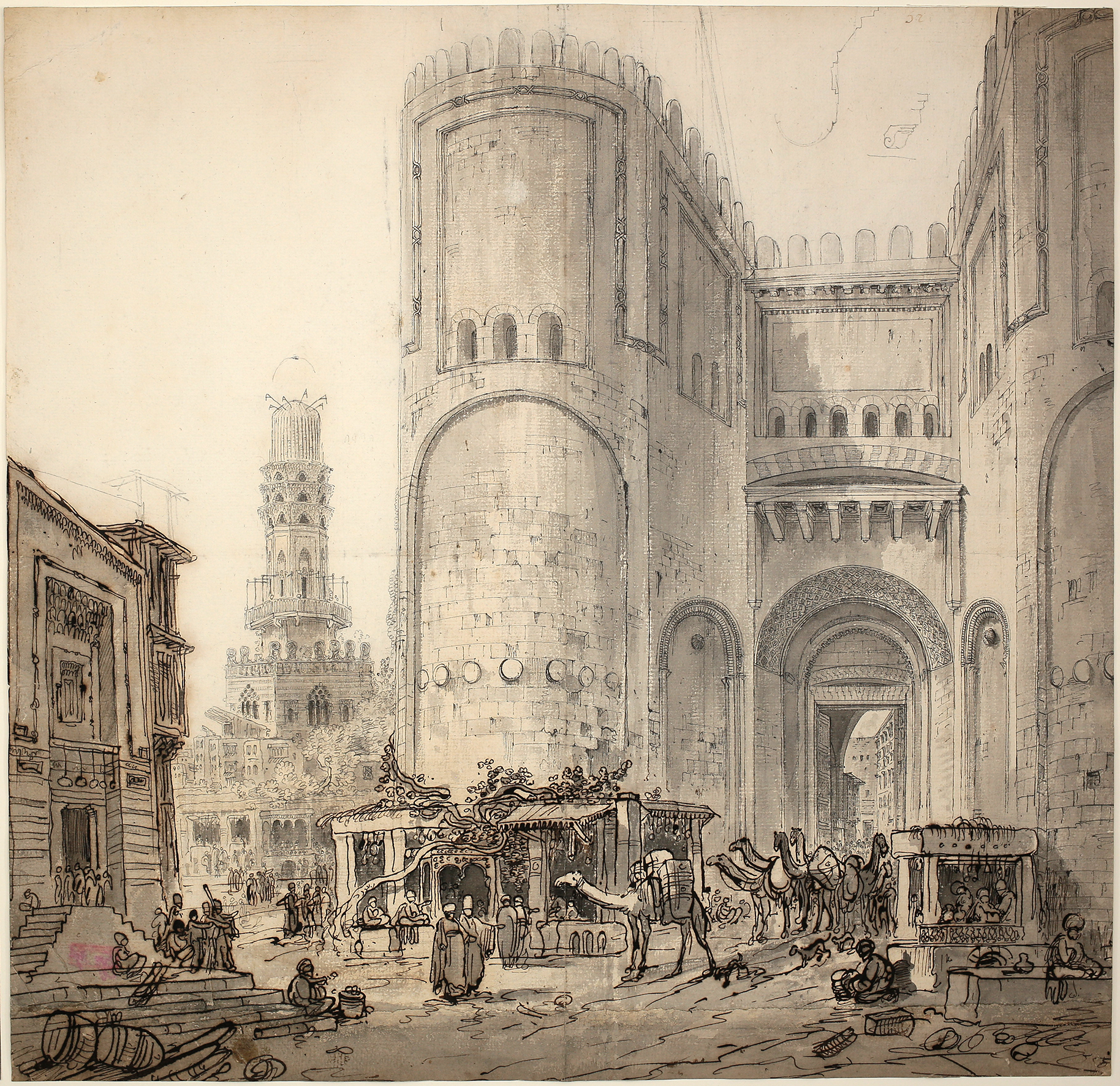
Le Caire (dessin).

## Élèves
- Isidore Laurent Deroy (1797-1886).